# Android 12
Android 12 est la douzième version majeure et la 19e version d'Android, le système d'exploitation mobile développé par l'Open Handset Alliance dirigée par Google. La première bêta a été publiée le 18 mai 2021. 

## Histoire

Premier logo d'Android 12.

Android 12 est annoncé dans un blog Android publié le 18 février 2021. Une version préliminaire pour les développeurs est publiée dans le même temps, suivie d'une deuxième le 17 mars 2021 et d'une troisième le 21 avril 2021. La première version bêta a ensuite été publiée le 18 mai 2021, suivie d'une deuxième le 9 juin 2021.  
La version stable est publiée le 4 octobre 2021. 

### Android 12L (12.1)
En octobre 2021, Google annonce Android 12L, une version d'Android 12 contenant des améliorations pour smartphones pliables et Chromebook, et des modifications de l'interface pour l'adapter à des écrans plus grands. La version préliminaire pour les développeurs est publiée en octobre 2021, suivie de 3 versions bêta en décembre 2021, janvier et février 2022. Le 7 mars 2022, la version stable d'Android 12L est disponible pour les appareils à écrans larges et pour les smartphones Pixel, pour lesquels elle est nommée Android 12.1.

## Caractéristiques

### Interface utilisateur
Android 12 introduit un rafraîchissement majeur du langage Material Design du système d'exploitation, baptisé « Material You », qui présente des boutons plus grands, une quantité accrue d'animations et un nouveau style pour les widgets de l'écran d'accueil et du panneau de notifications. Une fonctionnalité, dont le nom de code interne est « monet », permettra au système d'exploitation de générer automatiquement un thème de couleurs pour les menus du système et les applications prises en charge en utilisant les couleurs du papier peint de l'utilisateur,. La maison intelligente et les zones Wallet ajoutées au menu d'alimentation sur Android 11 ont été déplacées vers le panneau de notification, avec l'Assistant Google remappé pour tenir le bouton d'alimentation.
Android 12 offre également une prise en charge native de la réalisation de captures d'écran défilantes,.

### Plate-forme
Des améliorations de performance ont été apportées aux services système tels que WindowManager, PackageManager, le serveur système et les interruptions. Il offrira également des améliorations d'accessibilité pour les personnes malvoyantes,. Android Runtime a été ajouté au Project Mainline, ce qui permet de l'entretenir via le Play Store.
Android 12 ajoute la prise en charge de l'audio spatial et de l'audio MPEG-H 3D Audio, et prendra en charge le transcodage de la vidéo HEVC pour assurer la rétrocompatibilité avec les applications qui ne le prennent pas en charge. Une API d'« insertion de contenu riche » facilitera le transfert de texte et de médias formatés entre les applications, par exemple via le presse-papiers.

### Vie privée
Les fonctions d'apprentissage automatique au niveau du système d'exploitation seront mises en bac à sable dans le « Android Private Compute Core », duquel il est expressément interdit d'accéder aux réseaux.
Les applications qui demandent des données de localisation peuvent désormais être limitées à l'accès à des données de localisation « approximatives » plutôt que « précises ». Des contrôles visant à empêcher les applications d'utiliser l'appareil photo et le microphone ont été ajoutés aux boutons de réglage rapide. Un indicateur s'affichera également à l'écran s'ils sont actifs.